# نانوی تپه
نانوی تپه مربوط به عصر مس - مفرغ است و در شهرستان اسفراین، بخش بام وصفی آباد، دهستان بام، روستای بام واقع شده و این اثر در تاریخ ۱۸ شهریور ۱۳۸۷ با شمارهٔ ثبت ۲۳۳۱۳ به‌عنوان یکی از آثار ملی ایران به ثبت رسیده است.